# Botão embrionário

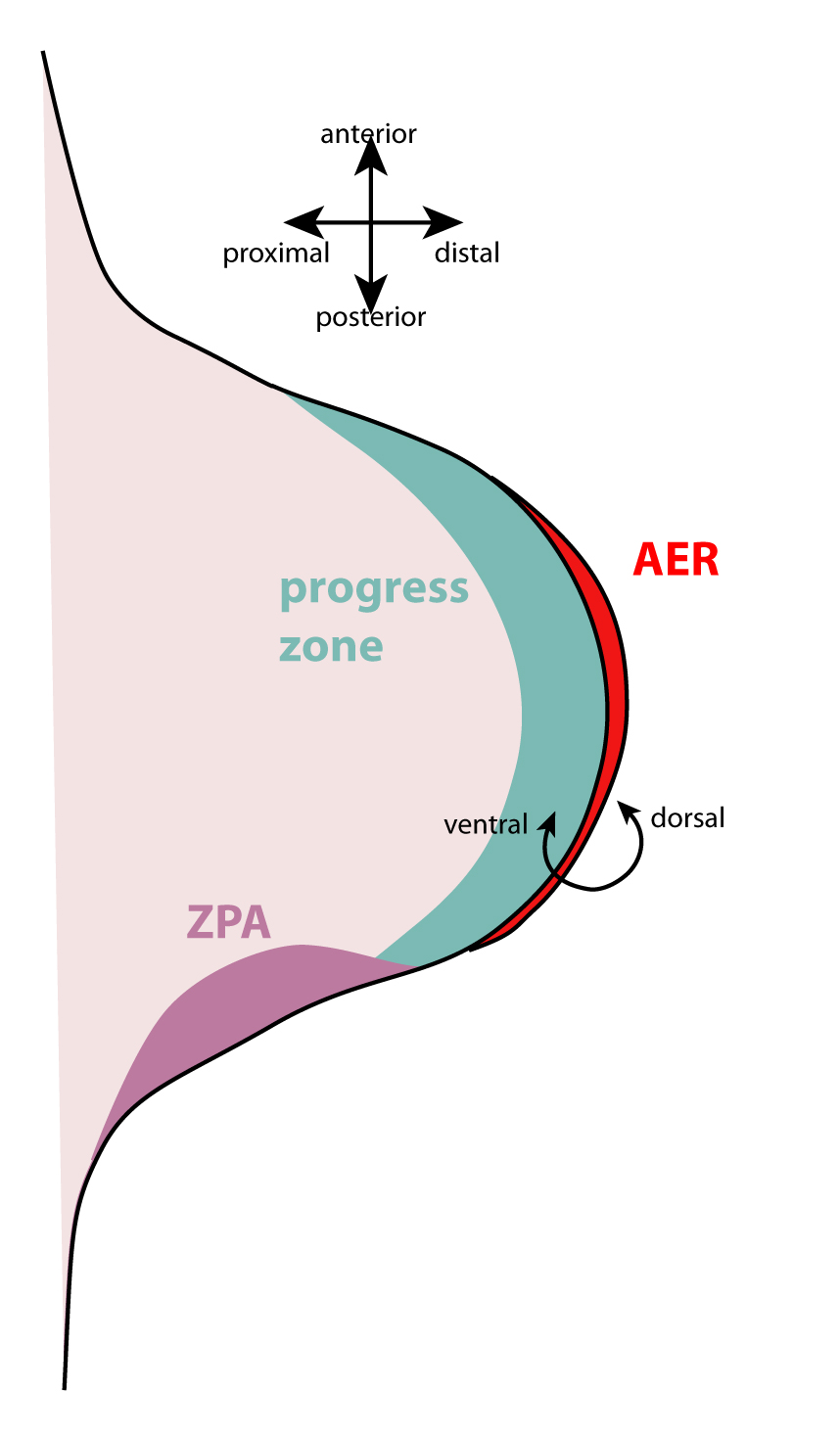
Esquema de um Botão Embrionário em desenvolvimento

O Botão Embrionário é uma estrutura formada no início do desenvolvimento de membros de vertebrados. Sua formação ocorre aproximadamente em torno da quarta semana do desenvolvimento, devido à interações da ectoderme com a mesoderme subjacente.. Os botões embrionários superiores surgem na terceira semana do desenvolvimento humano enquanto os botões inferiores surgem quatro dias depois.
O botão embrionário consiste em células mesodérmicas não diferenciadas revestidas por ectoderme. Como resultado de interações celulares de sinalização, a formação do botão embrionário em desenvolvimento ocorre à medida que células mesenquimais da placa mesodérmica lateral e dos somitos começam a proliferar até formar uma protuberância abaixo da ectoderme acima. As células mesodérmicas do botão embrionário provenientes da placa mesodérmica lateral, eventualmente, se diferenciarão nos tecidos conectivos do membro em desenvolvimento, como cartilagem, ossos e tendões. Além disso, as células mesodérmicas provenientes dos somitos se diferenciarão nas células miogênicas dos músculos dos membros.
O botão embrionário continua ativo ao longo do desenvolvimento do membro a medida que estimula a criação e a retenção de feedback positivo de duas regiões de sinalização: a crista apical ectodérmica (AER) e a zona de atividade polarizadora (ZPA) com as células mesenquimais. Estes centros de sinalização são cruciais para a formação de um membro corretamente orientado com sua polaridade axial correspondente no organismo em desenvolvimento. Pesquisa demonstrou que a região de sinalização AER do botão embrionário determina a formação proximal-distal do membro usando sinais de FGF. A sinalização da ZPA estabelece o eixo anterior-posterior do membro usando sinais de Shh. Além disso, apesar de não conhecida como uma região sinalizadora específica como AER e ZPA, o eixo dorso-ventral é estabelecido no botão embrionário pelos sinais competitivos Wnt7a e BMP que as ectodermes dorsais e ventrais , respectivamente, usam. Devido à capacidade de todos esses sinais sustentarem reciprocamente a atividade um do outro, o desenvolvimento de membros é essencialmente autônomo após o estabelecimento de todas essas regiões de sinalização.

## Posição e formação
Os genes Hox, que definem características ao longo do eixo ântero-posterior de um organismo em desenvolvimento, determinarão em quais posições, ao longo do eixo, os botões embrionários de formarão. Apesar de membros emergirem em diferentes pontos em diferentes espécies, suas posições sempre se correlacionam com o nível de expressão de genes Hox ao longo do eixo ântero-posterior. Os botões embrionários também dependem de outros fatores de sinalização para obterem sua identidade anterior e posterior; a expressão de genes Hox influencia a expressão de proteínas T-box que, por sua vez, ditam a identidade do membro para certos organismos.
Por sua vez, a ativação de proteínas T-box ativa cascatas de sinalizações que envolvem a via de sinalização Wnt e sinais de FGF. Antes do início do desenvolvimento dos membros, as proteínas T-box iniciam a expressão de FGF10 nas células mesenquimais em proliferação na placa mesodérmica lateral, formando a mesoderme do botão embrionário. As proteínas WNT2B e WNT8C estabilizam a expressão de FGF10, respectivamente, nos membros anteriores e posteriores. Essa expressão de FGF10 estimula a expressão de WNT3 nas células ectodérmicas acima – resultando na formação da AER e também na indução da expressão FGF8. O FGF8 secretado pela AER age mantendo as células mesenquimáticas do membro em um estado mitoticamente ativo e mantendo a produção de FGF10. Este Feedback positivo entre as células mesenquimais do membro e a AER mantém o crescimento e o desenvolvimento do membro todo.
Além do crescimento dos membros, a formação de um centro de sinalização crucial, a zona de atividade polarizadora (ZPA), em uma pequena porção posterior do botão embrionário ajuda a estabelecer a polaridade ântero-posterior no membro através da secreção da proteína Sonic hedgehog (Shh). A ZPA também possui um importante papel na especificação inicial da identidade dos digitos, e posteriormente mantém a morfologia da AER e a continuação da secreção de FGF8 para garantir a atividade mitótica adequada no mesênquima do botão embrionário inferior.
Em galinhas, a proteína T-box Tbx4 especifica o status dos membros posteriores, enquanto a Tbx5 especifica o dos membros anteriores. Porém, em ratos, ambos os membros posteriores e inferiores podem se desenvolver na presença tanto de Tbx4 quanto Tbx5. Na realidade, são os genes Pitx1 e Pitx2 que aparentemente são necessários para a especificação dos membros posteriores, enquanto a ausência destes resultam no desenvolvimento de membros anteriores.

## Relação entre expressão de gene hox e padronização de membros

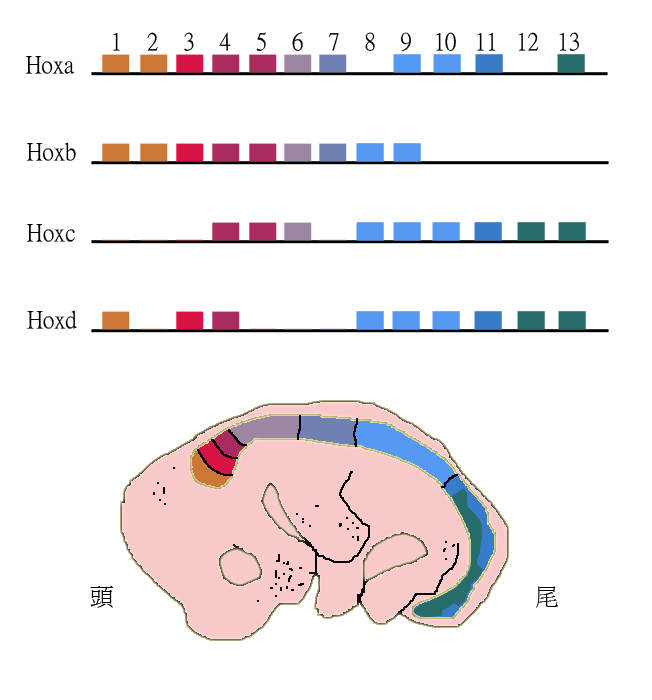
Expressão de genes Hox em um embrião de rato

No interior do botão embrionário, a expressão de genes Hox específicos varia de acordo com a posição ao longo do eixo ântero-posterior. Os genes Hox estão ligados a quatro aglomerados cromossômicos: Hoxa, Hoxb, Hoxc e Hoxd. A posição destes no cromossomo está correlacionada com o tempo e local de expressão. Esta afirmação é corroborada pelo conhecimento de que a expressão do gene Hox é iniciada durante a gastrulação na mesoderme paraxial por sinalização de FGF que afeta as células desta mesoderme em momentos diferentes dependendo da posição axial delas durante o desenvolvimento do organismo. Evidências adicionais para o papel que os genes Hox exercem no desenvolvimento de membros foram descobertas quando pesquisadores modificaram a expressão de Hox em peixe-zebra, adicionando acido retinoico durante a gastrulação; Este experimento resultou na duplicação de membros.
Desenvolvimento em galinhas é um ótimo exemplo desta especificidade da expressão de gene Hox no que diz respeito ao desenvolvimento de membros. Os genes Hoxc mais 3' (HOXC4 e HOXC5) são expressos apenas nos membros anteriores nas galinhas, enqunto os genes mais 5' (HOXC9, HOXC10 e HOXC11) são expressos apenas nos membros posteriores. Os genes intermediários (HOXC6 e HOXC8) são expressos tanto nos membros superiores quanto nos inferiores.
Como declarado anteriormente, o desenvolvimento de membros é essencialmente autônomo depois do estabelecimento de AER e ZPA. Porém, é importante saber que os genes Hox continuam a participar na regulação dinâmica do desenvolvimento de membros mesmo depois que AER e ZPA se estabelecerem no botão embrionário. Comunicações complexas continuam a medida que sinais FGF (secretados por AER) e sinais Shh (secretados por ZPA) iniciam e regulam a expressão de Hox no botão embrionário em desenvolvimento. Apesar de muitos detalhes pontuais ainda precisarem ser decifrados, um número significante de conexões entre a expressão do gene Hox e seu impacto no desenvolvimento de membros já foram descobertas. 
O padrão de expressão de gene Hox pode ser dividido em três fases ao longo do desenvolvimento do botão embrionário, que correspondem a três limites chave no desenvolvimento proximal-distal de membros. A transição da primeira fase para a segunda é marcada pela introdução de sinais Shh provenientes da ZPA. A transição para a terceira fase é marcada pelas mudanças em como as células mesenquimais do botão embrionário respondem aos sinais de Shh. Isso significa que embora a sinalização de Shh ser necessária, seus efeitos mudam com o tempo, à medida que o mesoderma é instruído à responder diferentemente. Essas três fases de regulação revelam um mecanismo pelo qual a seleção natural pode alterar independentemente cada um dos três segmentos do membro – o  estilopódio, o zeugopódio e o autopódio.

## Experimentos relevantes
FGF10 pode induzir formação de membros, porém, proteínas T-box, Pitx1 e genes Hox determinam a identidade
Ao imitar a secreção inicial de FGF10 das células da placa mesodérmica lateral, o desenvolvimento de membros pode ser iniciado. Outras moléculas sinalizadoras estão envolvidas em determinar a identidade do membro.
1. a fixação de grânulos contendo FGF sob as células ectodérmicas de galinha resultam na formação de botão embrionário, AER, ZPA e, consequentemente, de um membro inteiro. Quando os grânulos criavam botões embrionários em direção à região anterior, a formação de membros anteriores coincidiu com a expressão de Tbx5, enquanto a formação de membros posteriores coincidiu com a expressão de Tbx4. Quando os grânulos eram colocados no meio do tecido do flanco, a porção anterior expressava Tbx5 e características de membro anterior, enquanto a região posterior do membro expressava Tbx4 e características de membro posterior.
2. Quando embriões de galinha foram manipulados para expressarem constitutivamente Tbx4 (via transfecção viral) ao longo de todo tecido do flanco, todo membro desenvolvido era uma perna, inclusiva aqueles que se desenvolveram na região anterior, que normalmente se tornaria asas. isso confirma o papel das proteínas T-box no tipo de membro desenvolvido.
3. A eliminação de Tbx4 ou Tbx5 previne a expressão de FGF10 na placa mesodérmica lateral de camundongos.
4. A via Hox afeta a expressão de Tbx, que por sua vez afeta a expressão de FGF10.[3]
5. Quando Pitx1 era incorretamente expressado nos membros anteriores de ratos, diversos genes associados à membros posteriores (Tbx4, HOXC10) eram ligados e drásticas alterações nos músculos, ossos e tendões mudaram o fenótipo para o de um membro posterior. isso indica que Pitx1, através de Tbx4, desempenha um papel importante no surgimento das características de membros posteriores.

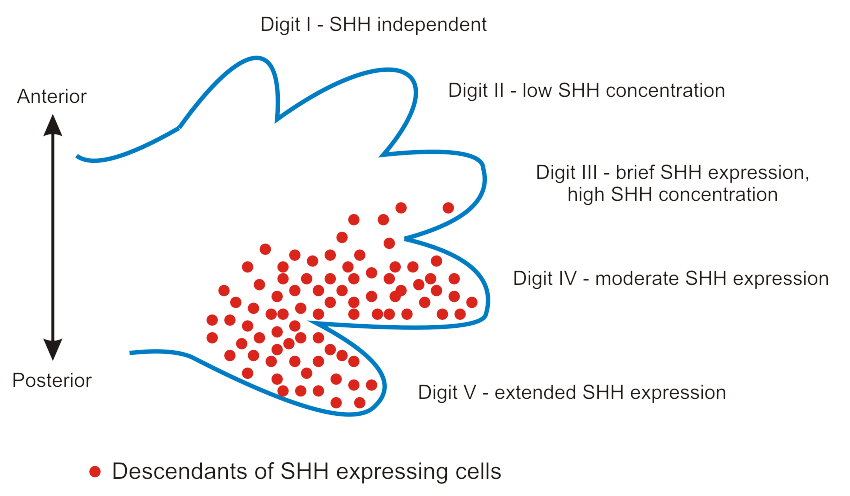
Formação de dígitos em um botão embrionário em desenvolvimento

Expressão de HOXD11 está correlacionada com a secressão de sinais de Shh
HOXD11 é expressado posteriormente, próximo à ZPA, onde altos níveis de expressão de sinais de Shh ocorrem.
1. Quando ácido retinoico é aplicado para induzir a expressão de sinais de Shh, uma ZPA é transplantada,ou a expressão ectópica da sinalização de Shh é estimulada, a expressão de HOXD11 se mantém.

Células mesenquimais determinam a identidade do membro, porém a AER mantém o crescimento do membro durante a secreção do sinal de FGF
Estes experimentos revelam que o mesênquima do membro contém a informação necessária no que diz respeito à identidade do membro, mas a AER é necessária para estimular o mesênquima a se tornar o que é destinado ( se tornar um braço, uma perna, etc.)
1. Quando AER é removida, o desenvolvimento do membro cessa. Se um grânulo de FGF é adicionado no lugar de AER o desenvolvimento normal do membro continua.
2. Quando uma AER extra é adicionada, dois membros se formam
3. Quando o mesênquima de um membro anterior é trocado por um de um membro posterior, um membro posterior é formado.
4. Quando o mesênquima de membro anterior é trocado por um mesênquima de um não membro, a AER regressa e o desenvolvimento do membro cessa.

Papel da ZPA em estabelecer polaridade e dar continuidade ao desenvolvimento do membro
A ZPA primeiramente especifica a polaridade ântero-posterior (e dita a identidade dos dígitos), e então, sustentando a atividade da AER, assegura que a proliferação celular necessária ocorra para a formação normal de um membro de cinco dígitos.
1. Quando sinais de Shh normalmente secretados pela ZPA são inibidos (através do uso de tamoxifeno ou mutantes Shh-nulo) a morfologia da AER, particularmente sua extensão anterior, é perturbada e sua sinalização de FGF8 diminui. Como resultado da desregulação de Shh durante a expansão do botão embrionário, o número de dígitos foi diminuído, mas as identidades dos dígitos formados não foram alteradas.

## Moléculas relevantes
Moléculas associadas incluem:
- FGF10 = Inicialmente, as proteínas Tbx induzem a secreção de FGF10 pelas células da placa mesodérmica lateral. Posteriormente, a expressão de FGF10 é restrita ao mesênquima do membro em desenvolvimento, onde é estabilizado por WNT8C ou WNT2B. A expressão de FGF10 ativa a secreção de WNT3A, que atua sobre a AER e induz a expressão de FGF8. O mesênquima, através da secreção de FGF10, está envolvido em um feedback positivo com o AER, através da secreção de FGF8
- FGF8 = Secretado pelas células da AER. Atua sobre as células mesenquimais, para manter seu estado proliferativo. Também induz as células mesenquimais a secretar FGF10, que age através de WNT3A para sustentar a expressão de FGF8 da AER.
- WNT3A = Atua como intermediário no ciclo de feedback positivo entre a AER e o mesênquima do membro. Ativado pela expressão de FGF10, ativa a expressão de FGF8.
- Sonic hedgehog[19] = Secretada pela ZPA no mesênquima do botão embrionário. Cria gradiente de concentração que determina a formação dos cinco dígitos distintos. O dígito 5 (mindinho) resulta da exposição a altas concentrações de Shh, enquanto o dígito 1 (polegar) no extremo oposto do espectro se desenvolve em resposta a baixas concentrações de Shh. A expressão Shh foi mostrada em muitas, mas não em todas as circunstâncias, fortemente relacionada com a expressão do gene Hox. Shh também (via proteína Gremlin) bloqueia a atividade da proteína morfogênica óssea (BMP). Ao bloquear a atividade de BMP, a expressão de FGF na AER é mantida.
- Tbx4, Tbx5 = Envolvidas com o desenvolvimento de membros posteriores versus membros anteriores. Embora em embriões de galinhas eles pareçam ser os principais fatores envolvidos na identidade do membro, em camundongos parece que Tbx4 é meramente um mensageiro cascata abaixo reforçando as instruções de formação do membro posterior de Pitx1.
- Pitx1 = Responsável pelo desenvolvimento de um fenótipo associado a membros posteriores. Tbx4 é um dos seus alvos cascata abaixo.
- Genes Hox = Além de ser responsável por ditar o eixo ântero-posterior de um organismo, estão também intrinsecamente envolvidos na padronização do membro em desenvolvimento em conjunto com Shh. Influencia a atividade das proteínas T-box e das proteínas de sinal de FGF (e possivelmente Pitx1). Determina onde os botões embrionários se formarão e quais membros se desenvolverão lá.